# Atletica leggera ai Giochi della XXIV Olimpiade - 100 metri piani maschili

Video della gara

I 100 metri piani hanno fatto parte del programma maschile di atletica leggera ai Giochi della XXIV Olimpiade. La competizione si è svolta nei giorni 23-24 settembre 1988 allo Stadio olimpico di Seul.

## Presenze ed assenze dei campioni in carica
| Competizione        | Atleta           | Prestazione | Seul 1988 |
| ------------------- | ---------------- | ----------- | --------- |
| Olimpiadi 1984      | Carl Lewis       | 9”99        | Presente  |
| Commonwealth 1986   | Ben Johnson      | 10”07       | Presente  |
| Goodwill Games 1986 | Ben Johnson      | 9”95        | Presente  |
| Europei 1986        | Linford Christie | 10”15       | Presente  |
| Asiatici 1986       | Talal Mansour    | 10”30       | Presente  |
| Panamericani 1987   | Lee McRae        | 10”25       | Non qual. |
| Africani 1987       | Chidi Imo        | 10”10w      | Presente  |
| Mondiali 1987       | Ben Johnson      | 9”83        | Presente  |

1. ↑  Dopo i Giochi olimpici di Seul si scoprirà che Ben Johnson era dopato anche ai Mondiali del 1987. Verrà tolto dall'ordine d'arrivo, il suo 9"83 sarà cancellato e l'oro mondiale andrà a Carl Lewis, che era arrivato secondo con il tempo di 9"93.

## La gara
L'11 agosto, al meeting del Sestriere, Ben Johnson, primatista mondiale, ha mostrato il suo stato di forma correndo in 9"98. Ma 6 giorni dopo Carl Lewis lo ha battuto clamorosamente al meeting di Zurigo correndo in 9"93.

La sfida tra Johnson ed il "Figlio del vento" ai Giochi è attesissima. La rivalità tra i due campioni è acuita dal fatto che i due non si sopportano. L'unico che può fare da terzo incomodo è il britannico (di origine caraibica) Linford Christie; inoltre non è da sottovalutare l'altro americano Calvin Smith, ex primatista mondiale della specialità.

I due rivali non si incontrano nei turni eliminatori. Si ritrovano faccia a faccia direttamente in finale.
Gli atleti si allineano alla partenza: Lewis è in terza corsia, mentre Johnson è in sesta. Alla partenza il canadese scatta come una saetta e si mette subito in posizione eretta. Ha già qualche metro di vantaggio sul gruppo. Riesce a mantenere una frequenza elevata di passi fino alla fine, senza cedimenti e taglia il traguardo con un fantastico 9"79!
Lewis è strabattuto in una gara che passerà alla storia anche per essere la più veloce mai disputata: i primi quattro classificati hanno corso sotto i 10" netti.

Ma due giorni dopo arriva la notizia che scuote il mondo dello sport: Johnson è risultato positivo all'antidoping. È l'agenzia di stampa France Press che dà per prima la notizia alle 19:32 del 26 settembre:
Johnson cade dall'altare alla polvere. La sua immagine è distrutta. È la fine ingloriosa di un campione. Dopo i risultati delle controanalisi lo sprinter canadese viene tolto dall'ordine d'arrivo e la medaglia d'oro è assegnata a Carl Lewis, che bissa il titolo conseguito quattro anni prima a Los Angeles. Johnson viene squalificato per due anni.
Sei degli otto finalisti dei 100 metri di Seul, Johnson incluso, hanno assunto sostanze dopanti durante la loro carriera. Tra di essi anche Carl Lewis, a cui venne assegnata la medaglia d'oro e Linford Christie che vinse la medaglia d'argento, malgrado le polemiche attorno all'antidoping sul tè al ginseng.
Secondo alcuni documenti pubblicati nel 2003 da un ex dirigente dell'antidoping USA, il dottor Wade Exum, Carl Lewis e due suoi compagni di allenamento assunsero gli stessi tre tipi di stimolanti proibiti (trovati tra le medicine vendute sottobanco) e furono scoperti alle prove di selezione olimpica
USA (Trials) del 1988.
Secondo il giornalista sportivo scozzese Richard Moore del Guardian, autore del libro The Dirtiest Race in History, i cento metri coreani del 24 settembre 1988 furono «la gara più sporca di tutti i tempi».

## Risultati[10]

### Turni eliminatori
| 13 Batterie        | 23 settembre | 108 iscritti          | Si qualificano i primi 3 di ogni batteria più i 9 migliori tempi. |
| 6 Quarti di finale | 23 settembre | 8 + 8 + 8 + 8 + 8 + 8 | Si qualificano i primi 2 più i 4 migliori tempi.                  |
| 2 Semifinali       | 24 settembre | 8 + 8                 | Si qualificano i primi 4.                                         |
| Finale             | 24 settembre | 8 concorrenti         |                                                                   |

## Batterie
Venerdì 23 settembre.

Si qualificano per il secondo turno i primi 3 classificati di ogni batteria. Vengono ripescati i 9 migliori tempi degli esclusi.

### 1ª Batteria
Ore ?
| Pos | Corsia | Atleta                | Paese          | Tempo | Note |
| --- | ------ | --------------------- | -------------- | ----- | ---- |
| 1   | -      | Robson da Silva       | Brasile        | 10"37 | Q    |
| 2   | -      | Ezio Madonia          | Italia         | 10"40 | Q    |
| 3   | -      | Cheng Hsin-fu         | Taipei cinese  | 10"48 | Q    |
| 4   | -      | Thierry Lauret        | Francia        | 10"56 | q    |
| 5   | -      | Boevi Lawson          | Togo           | 10"59 |      |
| 6   | -      | Leung Wing Kwong      | Hong Kong      | 10"82 |      |
| 7   | -      | Mohamed Fahd Al-Bishi | Arabia Saudita | 10"85 |      |
| 8   | -      | Jerry Jeremiah        | Vanuatu        | 10"96 |      |

### 2ª Batteria
Ore ?
| Pos | Corsia | Atleta               | Paese            | Tempo | Note |
| --- | ------ | -------------------- | ---------------- | ----- | ---- |
| 1   | -      | Calvin Smith         | Stati Uniti      | 10"28 | Q    |
| 2   | -      | Attila Kovács        | Ungheria         | 10"39 | Q    |
| 3   | -      | Mardi Lestari        | Indonesia        | 10"40 | Q    |
| 4   | -      | Andrey Razin         | Unione Sovietica | 10"58 |      |
| 5   | -      | Henri Ndinga         | Rep. del Congo   | 10"74 |      |
| 6   | -      | Fabian Muyaba        | Zimbabwe         | 10"75 |      |
| 7   | -      | Moustafa Kamel Selmi | Algeria          | 11"08 |      |
| 8   | -      | Markus Büchel        | Liechtenstein    | 11"21 |      |

### 3ª Batteria
Ore ?
| Pos | Corsia | Atleta             | Paese                   | Tempo | Note |
| --- | ------ | ------------------ | ----------------------- | ----- | ---- |
| 1   | -      | Talal Mansoor      | Qatar                   | 10"42 | Q    |
| 2   | -      | Juan Núñez         | Rep. Dominicana         | 10"47 | Q    |
| 3   | -      | Amadou Mbaye       | Senegal                 | 10"64 | Q    |
| 4   | -      | Fabian Whymms      | Bahamas                 | 10"70 |      |
| 5   | -      | Neville Hodge      | Isole Vergini Americane | 10"73 |      |
| 6   | -      | Horace Edwin-Dove  | Sierra Leone            | 10"89 |      |
| 7   | -      | Alexandre Yougbare | Burkina Faso            | 10"90 |      |
| 8   | -      | Henrico Atkins     | Barbados                | 11"01 |      |

### 4ª Batteria
Ore ?
| Pos | Corsia | Atleta               | Paese              | Tempo | Note |
| --- | ------ | -------------------- | ------------------ | ----- | ---- |
| 1   | -      | Emmanuel Tuffuor     | Ghana              | 10"31 | Q    |
| 2   | -      | Koji Kurihara        | Giappone           | 10"46 | Q    |
| 3   | -      | Andrew Smith         | Giamaica           | 10"49 | Q    |
| 4   | -      | Zheng Chen           | Cina               | 10"51 | q    |
| 5   | -      | István Tatár         | Ungheria           | 10"52 | q    |
| 6   | -      | Christian Haas       | Germania Ovest     | 10"54 | q    |
| 7   | -      | John Hiu             | Papua Nuova Guinea | 10"96 |      |
| 8   | -      | Ehab Fuad Ahmed Nagi | Yemen del Sud      | 11"53 |      |

### 5ª Batteria
Ore ?
| Pos | Corsia | Atleta              | Paese         | Tempo | Note |
| --- | ------ | ------------------- | ------------- | ----- | ---- |
| 1   | -      | Linford Christie    | Gran Bretagna | 10"19 | Q    |
| 2   | -      | Max Morinière       | Francia       | 10"34 | Q    |
| 3   | -      | Sven Matthes        | Germania Est  | 10"35 | Q    |
| 4   | -      | Li Tao              | Cina          | 10"47 | q    |
| 5   | -      | Samuel Nchinda-Kaya | Camerun       | 10"60 |      |
| 6   | -      | Lee Shiunn-long     | Taipei cinese | 10"69 |      |
| 7   | -      | Bill Trott          | Bermuda       | 10"69 |      |
| 8   | -      | Frank Maziya        | Swaziland     | 11"52 |      |

### 6ª Batteria
Ore ?
| Pos | Corsia | Atleta                | Paese         | Tempo | Note |
| --- | ------ | --------------------- | ------------- | ----- | ---- |
| 1   | -      | Chidi Imoh            | Nigeria       | 10"62 | Q    |
| 2   | -      | Charles-Louis Seck    | Senegal       | 10"64 | Q    |
| 3   | -      | Issa Alassane-Ousséni | Benin         | 10"72 | Q    |
| 4   | -      | John Regis            | Gran Bretagna | 10"76 |      |
| 5   | -      | Mothobi Kharitse      | Lesotho       | 10"97 |      |
| 6   | -      | Robert Loua           | Guinea        | 11"20 |      |
| 7   | -      | Samuel Birch          | Liberia       | 11"68 |      |
| 8   | -      | Pedro Agostinho       | Portogallo    | dnf   |      |

### 7ª Batteria
Ore ?
| Pos | Corsia | Atleta               | Paese            | Tempo | Note |
| --- | ------ | -------------------- | ---------------- | ----- | ---- |
| 1   | -      | Ray Stewart          | Giamaica         | 10"22 | Q    |
| 2   | -      | Pierfrancesco Pavoni | Italia           | 10"36 | Q    |
| 3   | -      | Vitaliy Savine       | Unione Sovietica | 10"52 | Q    |
| 4   | -      | György Fetter        | Ungheria         | 10"54 | Q    |
| 5   | -      | Khaled Ibrahim Goma  | Bahrein          | 10"80 |      |
| 6   | -      | Muhammad Afzal       | Pakistan         | 10"91 |      |
| 7   | -      | Claude Roumain       | Haiti            | 11"22 |      |

### 8ª Batteria
Ore ?
| Pos | Corsia | Atleta                    | Paese             | Tempo | Note |
| --- | ------ | ------------------------- | ----------------- | ----- | ---- |
| 1   | -      | Ben Johnson               | Canada            | 10"37 | dq   |
| 2   | -      | Cai Jianming              | Cina              | 10"55 | Q    |
| 3   | -      | Sim Deok-Seop             | Corea del Sud     | 10"56 | Q    |
| 4   | -      | Carlos Moreno             | Cile              | 10"70 |      |
| 5   | -      | Abdullah Salem Al-Khalidi | Oman              | 10"90 |      |
| 6   | -      | Mohamed Shah Jalal        | Bangladesh        | 10"94 |      |
| 7   | -      | Joseph Ssali              | Uganda            | 10"95 |      |
| 8   | -      | St. Clair Soleyne         | Antigua e Barbuda | 11"17 |      |

### 9ª Batteria
Ore ?
| Pos | Corsia | Atleta            | Paese                     | Tempo | Note |
| --- | ------ | ----------------- | ------------------------- | ----- | ---- |
| 1   | -      | Desai Williams    | Canada                    | 10"24 | Q    |
| 2   | -      | Peter Wekesa      | Kenya                     | 10"50 | Q    |
| 3   | -      | Olapade Adeniken  | Nigeria                   | 10"56 | Q    |
| 4   | -      | Eduardo Nava      | Messico                   | 10"68 |      |
| 5   | -      | Jailto Bonfim     | Brasile                   | 10"75 |      |
| 6   | -      | Lindel Hodge      | Isole Vergini Britanniche | 10"79 |      |
| 7   | -      | Visut Watanasin   | Thailandia                | 10"88 |      |
| 8   | -      | Arménio Fernandes | Angola                    | 10"92 |      |

### 10ª Batteria
Ore ?
| Pos | Corsia | Atleta            | Paese                   | Tempo | Note |
| --- | ------ | ----------------- | ----------------------- | ----- | ---- |
| 1   | -      | Vladimir Krylov   | Unione Sovietica        | 10"34 | Q    |
| 2   | -      | Arnaldo da Silva  | Brasile                 | 10"44 | Q    |
| 3   | -      | Michele Lazazzera | Italia                  | 10"47 | Q    |
| 4   | -      | Kennedy Ondiek    | Kenya                   | 10"51 | , q  |
| 5   | -      | Takahiko Kasahara | Giappone                | 10"62 |      |
| 6   | -      | Jimmy Flemming    | Isole Vergini Americane | 10"70 |      |
| 7   | -      | Jihad Salame      | Libano                  | 11"49 |      |
| 8   | -      | Gilbert Bessi     | Monaco                  | 11"55 |      |

### 11ª Batteria
Ore ?
| Pos | Corsia | Atleta             | Paese              | Tempo | Note |
| --- | ------ | ------------------ | ------------------ | ----- | ---- |
| 1   | -      | Dennis Mitchell    | Stati Uniti        | 10"37 | Q    |
| 2   | -      | Isiaq Adeyanju     | Nigeria            | 10"45 | Q    |
| 3   | -      | Ousmane Diarra     | Mali               | 10"53 | , Q  |
| 4   | -      | Oliver Daniels     | Liberia            | 10"68 |      |
| 5   | -      | Luís Cunha         | Portogallo         | 10"80 |      |
| 6   | -      | Evaristo Ortíz     | Rep. Dominicana    | 11"01 |      |
| 7   | -      | Nguyễn Đình Minh   | Vietnam            | 11"09 |      |
| 8   | -      | Secundino Borabota | Guinea Equatoriale | 11"52 |      |

### 12ª Batteria
Ore ?
| Pos | Corsia | Atleta              | Paese         | Tempo | Note                          |
| --- | ------ | ------------------- | ------------- | ----- | ----------------------------- |
| 1   | -      | John Myles-Mills    | Ghana         | 10"31 | Q                             |
| 2   | -      | Andreas Berger      | Austria       | 10"40 | Q                             |
| 3   | -      | Barrington Williams | Gran Bretagna | 10"51 | Q                             |
| 4   | -      | Patrick Stevens     | Belgio        | 10"51 | q                             |
| 5   | -      | Enrique Talavera    | Spagna        | 10"61 |                               |
| 6   | -      | Tomohiro Osawa      | Giappone      | 10"71 |                               |
| 7   | -      | Dominique Canti     | San Marino    | 11"11 | Miglior prestazione personale |
| 8   | -      | Ismail Asif Waheed  | Maldive       | 11"49 |                               |

### 13ª Batteria
Ore ?
| Pos | Corsia | Atleta                | Paese        | Tempo | Note |
| --- | ------ | --------------------- | ------------ | ----- | ---- |
| 1   | -      | Carl Lewis            | Stati Uniti  | 10"14 | Q    |
| 2   | -      | Jean-Charles Trouabal | Francia      | 10"39 | Q    |
| 3   | -      | José Javier Arqués    | Spagna       | 10"44 | Q    |
| 4   | -      | John Mair             | Giamaica     | 10"44 | Q    |
| 5   | -      | Harouna Pale          | Burkina Faso | 10"76 |      |
| 6   | -      | Peauope Suli          | Tonga        | 10"94 |      |
| 7   | -      | Maloni Bole           | Figi         | 11"19 |      |

### Graduatoria Batterie (qualificati)
| Pos | Batteria | Corsia | Atleta                | Paese            | Tempo | Note |
| --- | -------- | ------ | --------------------- | ---------------- | ----- | ---- |
| 1   | 13       | -      | Carl Lewis            | Stati Uniti      | 10"14 | Q    |
| 2   | 5        | -      | Linford Christie      | Gran Bretagna    | 10"19 | Q    |
| 3   | 7        | -      | Ray Stewart           | Giamaica         | 10"22 | Q    |
| 4   | 9        | -      | Desai Williams        | Canada           | 10"24 | Q    |
| 5   | 2        | -      | Calvin Smith          | Stati Uniti      | 10"28 | Q    |
| 6   | 12       | -      | John Myles-Mills      | Ghana            | 10"31 | Q    |
| 7   | 4        | -      | Emmanuel Tuffuor      | Ghana            | 10"31 | , Q  |
| 8   | 10       | -      | Vladimir Krylov       | Unione Sovietica | 10"34 | Q    |
| 9   | 5        | -      | Max Morinière         | Francia          | 10"34 | Q    |
| 10  | 5        | -      | Sven Matthes          | Germania Est     | 10"35 | Q    |
| 11  | 7        | -      | Pierfrancesco Pavoni  | Italia           | 10"36 | Q    |
| 12  | 1        | -      | Robson da Silva       | Brasile          | 10"37 | Q    |
| 13  | 8        | -      | Ben Johnson           | Canada           | 10"37 | dq   |
| 14  | 11       | -      | Dennis Mitchell       | Stati Uniti      | 10"37 | Q    |
| 15  | 2        | -      | Attila Kovács         | Ungheria         | 10"39 | Q    |
| 16  | 13       | -      | Jean-Charles Trouabal | Francia          | 10"39 | Q    |
| 17  | 12       | -      | Andreas Berger        | Austria          | 10"40 | Q    |
| 18  | 2        | -      | Mardi Lestari         | Indonesia        | 10"40 | Q    |
| 19  | 1        | -      | Ezio Madonia          | Italia           | 10"40 | Q    |
| 20  | 3        | -      | Talal Mansoor         | Qatar            | 10"42 | Q    |
| 21  | 13       | -      | José Javier Arqués    | Spagna           | 10"44 | Q    |
| 22  | 13       | -      | John Mair             | Giamaica         | 10"44 | q    |
| 23  | 10       | -      | Arnaldo da Silva      | Brasile          | 10"44 | Q    |
| 24  | 11       | -      | Isiaq Adeyanju        | Nigeria          | 10"45 | Q    |
| 25  | 4        | -      | Koji Kurihara         | Giappone         | 10"46 | Q    |
| 26  | 10       | -      | Michele Lazazzera     | Italia           | 10"47 | Q    |
| 27  | 3        | -      | Juan Núñez            | Rep. Dominicana  | 10"47 | Q    |
| 28  | 5        | -      | Li Tao                | Cina             | 10"47 | q    |
| 29  | 1        | -      | Cheng Hsin-fu         | Taipei cinese    | 10"48 | Q    |
| 30  | 4        | -      | Andrew Smith          | Giamaica         | 10"49 | Q    |
| 31  | 9        | -      | Peter Wekesa          | Kenya            | 10"50 | Q    |
| 32  | 4        | -      | Zheng Chen            | Cina             | 10"51 | q    |
| 33  | 10       | -      | Kennedy Ondiek        | Kenya            | 10"51 | q    |
| 34  | 12       | -      | Patrick Stevens       | Belgio           | 10"51 | q    |
| 35  | 12       | -      | Barrington Williams   | Gran Bretagna    | 10"51 | Q    |
| 36  | 7        | -      | Vitaliy Savine        | Unione Sovietica | 10"52 | Q    |
| 37  | 4        | -      | István Tatár          | Ungheria         | 10"52 | q    |
| 38  | 11       | -      | Ousmane Diarra        | Mali             | 10"53 | Q    |
| 39  | 7        | -      | György Fetter         | Ungheria         | 10"54 | Q    |
| 40  | 4        | -      | Christian Haas        | Germania Ovest   | 10"54 | q    |
| 41  | 8        | -      | Cai Jianming          | Cina             | 10"55 | Q    |
| 42  | 9        | -      | Olapade Adeniken      | Nigeria          | 10"56 | Q    |
| 43  | 8        | -      | Sim Deok-Seop         | Corea del Sud    | 10"56 | Q    |
| 44  | 1        | -      | Thierry Lauret        | Francia          | 10"56 | q    |
| 45  | 6        | -      | Chidi Imoh            | Nigeria          | 10"62 | Q    |
| 46  | 10       | -      | Takahiko Kasahara     | Giappone         | 10"62 |      |
| 47  | 3        | -      | Amadou Mbaye          | Senegal          | 10"64 | Q    |
| 48  | 6        | -      | Charles-Louis Seck    | Senegal          | 10"64 | Q    |
| 49  | 6        | -      | Issa Alassane-Ousséni | Benin            | 10"72 | Q    |

## Quarti di finale
Venerdì 23 settembre.

Si qualificano alle semifinali i primi 2 classificati di ogni serie. Vengono ripescati i migliori 4 tempi degli esclusi.

### 1° Quarto
Ore ?

| Pos | Corsia | Atleta             | Paese         | Tempo | Note |
| --- | ------ | ------------------ | ------------- | ----- | ---- |
| 1   | 4      | Linford Christie   | Gran Bretagna | 10"11 | Q    |
| 2   | 3      | Dennis Mitchell    | Stati Uniti   | 10"13 | Q    |
| 3   | 5      | Ben Johnson        | Canada        | 10"17 | dq   |
| 4   | 6      | John Mair          | Giamaica      | 10"41 |      |
| 5   | 7      | Charles-Louis Seck | Senegal       | 10"42 |      |
| 6   | 8      | Li Tao             | Cina          | 10"53 |      |
| 7   | 2      | Kennedy Ondiek     | Kenya         | 10"57 |      |
| 8   | 1      | Ousmane Diarra     | Mali          | 10"61 |      |

### 2° Quarto
Ore ?

| Pos | Corsia | Atleta            | Paese            | Tempo | Note |
| --- | ------ | ----------------- | ---------------- | ----- | ---- |
| 1   | 5      | Desai Williams    | Canada           | 10"16 | Q    |
| 2   | 3      | Arnaldo da Silva  | Brasile          | 10"25 | Q    |
| 3   | 4      | Vladimir Krylov   | Unione Sovietica | 10"26 | q    |
| 4   | 6      | Attila Kovács     | Ungheria         | 10"27 | q    |
| 5   | 1      | Michele Lazazzera | Italia           | 10"50 |      |
| 6   | 8      | Thierry Lauret    | Francia          | 10"51 |      |
| 7   | 2      | Zheng Chen        | Cina             | 10"72 |      |
| 8   | 7      | Chidi Imoh        | Nigeria          | 11"44 |      |

### 3° Quarto
Ore ? 

| Pos | Corsia | Atleta                | Paese           | Tempo | Note |
| --- | ------ | --------------------- | --------------- | ----- | ---- |
| 1   | 6      | Ray Stewart           | Giamaica        | 10"25 | Q    |
| 2   | 2      | Juan Núñez            | Rep. Dominicana | 10"33 | Q    |
| 3   | 3      | Sven Matthes          | Germania Est    | 10"36 |      |
| 4   | 4      | Jean-Charles Trouabal | Francia         | 10"41 |      |
| 5   | 5      | José Javier Arqués    | Spagna          | 10"43 |      |
| 6   | 1      | Amadou Mbaye          | Senegal         | 10"45 |      |
| 7   | 7      | Barrington Williams   | Gran Bretagna   | 10"55 |      |
| 8   | 8      | Christian Haas        | Germania Ovest  | 10"57 |      |

### 4° Quarto
Ore ?

| Pos | Corsia | Atleta           | Paese         | Tempo | Note                          |
| --- | ------ | ---------------- | ------------- | ----- | ----------------------------- |
| 1   | 3      | Calvin Smith     | Stati Uniti   | 10"16 | Q                             |
| 2   | 7      | Olapade Adeniken | Nigeria       | 10"30 | Q                             |
| 3   | 4      | Andreas Berger   | Austria       | 10"34 |                               |
| 4   | 6      | Emmanuel Tuffuor | Ghana         | 10"37 |                               |
| 5   | 5      | Talal Mansoor    | Qatar         | 10"38 |                               |
| 6   | 8      | Patrick Stevens  | Belgio        | 10"50 | Miglior prestazione personale |
| 7   | 2      | Cheng Hsin-fu    | Taipei cinese | 10"54 |                               |
| 8   | 1      | György Fetter    | Ungheria      | 10"55 |                               |

### 5° Quarto
Ore ?

| Pos | Corsia | Atleta                | Paese            | Tempo | Note |
| --- | ------ | --------------------- | ---------------- | ----- | ---- |
| 1   | 3      | Carl Lewis            | Stati Uniti      | 9"99  | Q    |
| 2   | 5      | Robson da Silva       | Brasile          | 10"24 | Q    |
| 3   | 6      | Isiaq Adeyanju        | Nigeria          | 10"32 | q    |
| 4   | 4      | Pierfrancesco Pavoni  | Italia           | 10"33 |      |
| 5   | 8      | Vitaliy Savine        | Unione Sovietica | 10"36 |      |
| 6   | 1      | Koji Kurihara         | Giappone         | 10"49 |      |
| 7   | 2      | István Tatár          | Ungheria         | 10"68 |      |
| 8   | 7      | Issa Alassane-Ousséni | Benin            | 10"76 |      |

### 6° Quarto
Ore ?

| Pos | Corsia | Atleta           | Paese         | Tempo | Note |
| --- | ------ | ---------------- | ------------- | ----- | ---- |
| 1   | -      | John Myles-Mills | Ghana         | 10"21 | , Q  |
| 2   | -      | Mardi Lestari    | Indonesia     | 10"32 | Q    |
| 3   | -      | Max Morinière    | Francia       | 10"37 |      |
| 4   | -      | Ezio Madonia     | Italia        | 10"38 |      |
| 5   | -      | Peter Wekesa     | Kenya         | 10"43 |      |
| 6   | -      | Sim Deok-Seop    | Corea del Sud | 10"55 |      |
| 7   | -      | Andrew Smith     | Giamaica      | 10"63 |      |
| 8   | -      | Cai Jianming     | Cina          | 10"83 |      |

### Graduatoria qualificate
| Pos | Batteria | Corsia | Atleta           | Paese            | Tempo | Note |
| --- | -------- | ------ | ---------------- | ---------------- | ----- | ---- |
| 1   | 5        | -      | Carl Lewis       | Stati Uniti      | 9"99  | Q    |
| 2   | 1        | -      | Linford Christie | Gran Bretagna    | 10"11 | Q    |
| 3   | 1        | -      | Dennis Mitchell  | Stati Uniti      | 10"13 | Q    |
| 4   | 4        | -      | Calvin Smith     | Stati Uniti      | 10"16 | Q    |
| 5   | 2        | -      | Desai Williams   | Canada           | 10"16 | Q    |
| 6   | 1        | -      | Ben Johnson      | Canada           | 10"17 | dq   |
| 7   | 6        | -      | John Myles-Mills | Ghana            | 10"21 | Q    |
| 8   | 5        | -      | Robson da Silva  | Brasile          | 10"24 | Q    |
| 9   | 3        | -      | Ray Stewart      | Giamaica         | 10"25 | Q    |
| 10  | 2        | -      | Arnaldo da Silva | Brasile          | 10"25 | Q    |
| 11  | 2        | -      | Vladimir Krylov  | Unione Sovietica | 10"26 | q    |
| 12  | 2        | -      | Attila Kovács    | Ungheria         | 10"27 | q    |
| 13  | 4        | -      | Olapade Adeniken | Nigeria          | 10"30 | Q    |
| 14  | 5        | -      | Isiaq Adeyanju   | Nigeria          | 10"32 | q    |
| 15  | 6        | -      | Mardi Lestari    | Indonesia        | 10"32 | Q    |
| 16  | 3        | -      | Juan Núñez       | Rep. Dominicana  | 10"33 | Q    |

## Semifinali
Sabato 24 settembre.
Accedono alla finale le prime 4 di ciascuna semifinale. Non ci sono ripescaggi.

### 1ª  Semifinale
Ore ?

| Pos | Corsia | Atleta           | Paese       | Tempo | Note |
| --- | ------ | ---------------- | ----------- | ----- | ---- |
| 1   | 5      | Carl Lewis       | Stati Uniti | 9"97  | Q    |
| 2   | 3      | Calvin Smith     | Stati Uniti | 10"15 | Q    |
| 3   | 2      | Ray Stewart      | Giamaica    | 10"18 | Q    |
| 4   | 4      | Desai Williams   | Canada      | 10"24 | Q    |
| 5   | 8      | Arnaldo da Silva | Brasile     | 10"32 |      |
| 6   | 1      | Olapade Adeniken | Nigeria     | 10"33 |      |
| 7   | 7      | Mardi Lestari    | Indonesia   | 10"39 |      |
| 8   | 6      | John Myles-Mills | Ghana       | 10"43 |      |

### 2ª  Semifinale
Ore ?

| Pos | Corsia | Atleta           | Paese            | Tempo | Note |
| --- | ------ | ---------------- | ---------------- | ----- | ---- |
| 1   | 6      | Ben Johnson      | Canada           | 10"03 | dq   |
| 2   | 3      | Linford Christie | Gran Bretagna    | 10"11 | Q    |
| 3   | 5      | Dennis Mitchell  | Stati Uniti      | 10"23 | Q    |
| 4   | 4      | Robson da Silva  | Brasile          | 10"24 | Q    |
| 5   | 2      | Attila Kovács    | Ungheria         | 10"31 |      |
| 6   | 7      | Juan Núñez       | Rep. Dominicana  | 10"35 |      |
| 7   | 8      | Isiaq Adeyanju   | Nigeria          | 10"60 |      |
| 8   | -      | Vladimir Krylov  | Unione Sovietica | dns   |      |

### Graduatoria qualificate
| Pos | Batteria | Corsia | Atleta           | Paese         | Tempo | Note |
| --- | -------- | ------ | ---------------- | ------------- | ----- | ---- |
| 1   | 1        | -      | Carl Lewis       | Stati Uniti   | 9"97  | Q    |
| 2   | 2        | -      | Ben Johnson      | Canada        | 10"03 | dq   |
| 3   | 2        | -      | Linford Christie | Gran Bretagna | 10"11 | Q    |
| 4   | 1        | -      | Calvin Smith     | Stati Uniti   | 10"15 | Q    |
| 5   | 1        | -      | Ray Stewart      | Giamaica      | 10"18 | Q    |
| 6   | 2        | -      | Dennis Mitchell  | Stati Uniti   | 10"23 | Q    |
| 7   | 2        | -      | Desai Williams   | Canada        | 10"24 | Q    |
| 8   | 1        | -      | Robson da Silva  | Brasile       | 10"24 | Q    |

Legenda:
Q = Qualificato per la finale;

RN = Record nazionale;

RP = Record personale;

NP = Non partito;

SQ = Squalificato. 

## Finale
| Record mondiale | Ben Johnson    | 9"83  | Roma              | 30 agosto 1987  |
| Record olimpico | Jim Hines      | 9"95A | Città del Messico | 14 ottobre 1968 |
| Record europeo  | Marian Woronin | 10"00 | Varsavia          | 9 giugno 1984   |

1. ↑  Dopo i Giochi olimpici di Seul si scoprirà che Ben Johnson era dopato anche ai Mondiali del 1987. Verrà tolto dall'ordine d'arrivo, il suo 9"83 sarà cancellato e l'oro mondiale andrà a Carl Lewis, che era arrivato secondo con il tempo di 9"93. Quest'ultimo tempo è il "record del mondo eguagliato" di Lewis per due volte consecutive ( Roma, 30 agosto 1987;  Losanna, 17 agosto 1988), poiché Calvin Smith era il detentore del record mondiale dei 100 m piani, con il tempo di 9"93, risalente al 3 luglio 1983.

Sabato 24 settembre 1988, ore ?. Stadio olimpico di Seul.
| Pos          | Corsia | Atleta           | Paese         | Tempo | Note                              |
| ------------ | ------ | ---------------- | ------------- | ----- | --------------------------------- |
|              | 3      | Carl Lewis       | Stati Uniti   | 9"92  | Record mondiale · Record olimpico |
|              | 4      | Linford Christie | Gran Bretagna | 9"97  | Record europeo                    |
|              | 5      | Calvin Smith     | Stati Uniti   | 9"99  |                                   |
| 4            | 8      | Dennis Mitchell  | Stati Uniti   | 10"04 |                                   |
| 5            | 1      | Robson da Silva  | Brasile       | 10"11 |                                   |
| 6            | 7      | Desai Williams   | Canada        | 10"11 | Miglior prestazione personale     |
| 7            | 2      | Ray Stewart      | Giamaica      | 12"26 |                                   |
| Squalificato | 6      | Ben Johnson      | Canada        | 9"79  |                                   |

Legenda:

RM = Record mondiale;

EU = Record europeo.